# جيسي كوركوران أدكينز
جيسي كوركوران أدكينز (بالإنجليزية: Jesse Corcoran Adkins)‏ هو محامي وقاضي أمريكي، ولد في 13 أبريل 1879 في نوكسفيل في الولايات المتحدة، وتوفي في 29 مارس 1955 في واشنطن العاصمة في الولايات المتحدة.